# Municipio de Spring Creek (condado de Howell)
El municipio de Spring Creek (en inglés: Spring Creek Township) es un municipio ubicado en el condado de Howell en el estado estadounidense de Misuri. En el año 2010 tenía una población de 1972 habitantes y una densidad poblacional de 11,1 personas por km².

## Geografía
El municipio de Spring Creek se encuentra ubicado en las coordenadas 36°42′44″N 92°2′33″O / 36.71222, -92.04250. Según la Oficina del Censo de los Estados Unidos, el municipio tiene una superficie total de 177.69 km², de la cual 177,56 km² corresponden a tierra firme y (0,08 %) 0,13 km² es agua.

## Demografía
Según el censo de 2010, había 1972 personas residiendo en el municipio de Spring Creek. La densidad de población era de 11,1 hab./km². De los 1972 habitantes, el municipio de Spring Creek estaba compuesto por el 97,41 % blancos, el 0,2 % eran afroamericanos, el 0,61 % eran amerindios, el 0,2 % eran asiáticos, el 0,25 % eran de otras razas y el 1,32 % eran de una mezcla de razas. Del total de la población el 1,42 % eran hispanos o latinos de cualquier raza.